# Okręg Gersau
Gersau (niem. Bezirk Gersau) – okręg w Szwajcarii, w kantonie Schwyz.  
Okręg składa się z jednej gminy (Gemeinde) o powierzchni 14,36 km² i o liczbie mieszkańców 2 384.

## Gminy
1. Gersau